# كل ما يخص الزواج
كل ما يخص الزواج (بالتركية: Evlilik Hakkında Her Şey)‏ هو مسلسل دراما تركي من بطولة غوكتشه بهادر وسارب آك-كاياو جوكشه ايوب ويغيت كيرازجي وسمرو يافروجوك وسيركان الطونوراك. تم عرضه على قناة فوكس من 21 سبتمبر 2021 إلى 31 مايو 2022.

## الشخصيات
| الممثلين         | الشخصيات        | الحلقات |
| ---------------- | --------------- | ------- |
| جوكشة بهادير     | عذراء جوهر      | 1-      |
| يغيت كيرازجي     | يلدريم شاهين    | 1-      |
| سومرو يافروجوك   | شولبان جوهر     | 1-      |
| جوكشة أيوب اوغلو | سانيم جوهر      | 1-      |
| تولين ايجة       | جونيش جوهر كورو | 1-      |